# Ivan Yefimovich Petrov
Ivan Yefimovich Petrov (tiếng Nga: Иван Ефимович Петров; 30 tháng 9 [lịch cũ 18 tháng 9] năm 1896 - 7 tháng 4 năm 1958) là một tướng lĩnh Hồng quân Liên Xô trong Chiến tranh Vệ quốc vĩ đại.

## Khởi đầu binh nghiệp
Ông sinh năm 1896 tại Trubchevsk, bắt đầu nghĩa vụ quân sự trong Hồng quân năm 1918. Cùng trong năm này, ông gia nhập Đảng Bolshevik. Petrov đã chiến đấu trong cuộc Nội chiến Nga gần Samara, Chiến tranh Nga - Ba Lan năm 1920 và cuộc nổi loạn Basmachi năm 1922. Vào cuối những năm 1920 và 1930, Petrov phục vụ ở Trung Á. Ông từng theo học 2 khóa huấn luyện Vystrel của Hồng quân vào năm 1926 và 1931.

## Chiến tranh Vệ quốc vĩ đại

Tư lệnh Sư đoàn Súng trường Turkestan 1 Ivan Petrov. 1931.

Trong Chiến tranh Vệ quốc vĩ đại, Petrov đã tham chiến trong các trận Odessa, Sevastopol và giữ các cương vị chỉ huy của Tập đoàn quân độc lập Duyên hải từ tháng 10 năm 1941 đến tháng 7 năm 1942 và vào tháng 11 năm 1943 đến tháng 2 năm 1944, Tập đoàn quân 44 vào tháng 8 năm 1942, Cụm tác chiến Biển Đen, Phương diện quân Bắc Kavkaz, Tập đoàn quân 33 năm 1944, Phương diện quân Belorussia 2, Phương diện quân Ukraina 4 và một số đơn vị khác. Từ tháng 4 đến tháng 6 năm 1945, Petrov là Tham mưu trưởng Phương diện quân Ukraina 1.

## Hậu chiến

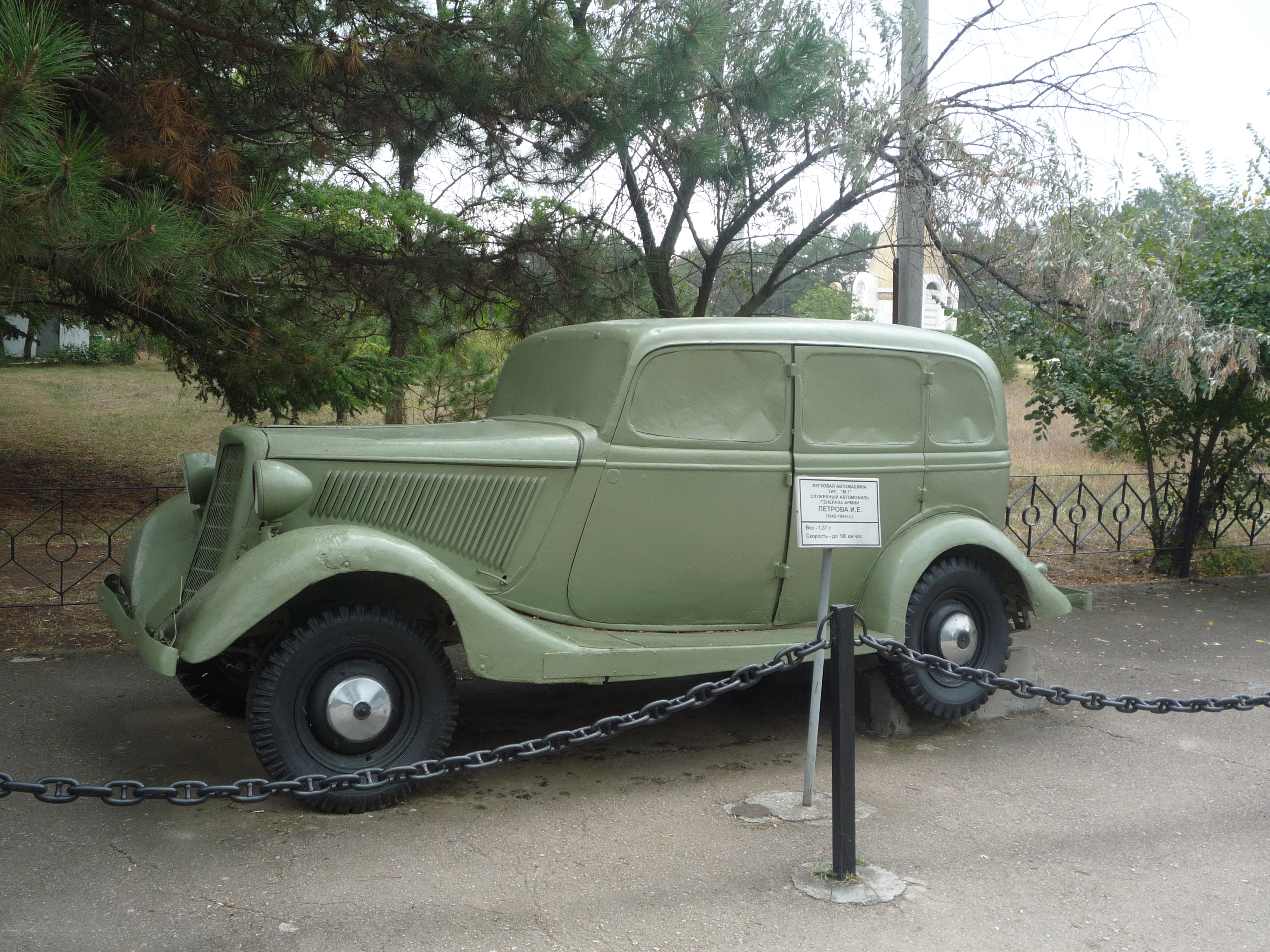
Chiếc xe con "emka" của tướng Petrov

Ngày 29 tháng 5 năm 1945, Petrov được trao tặng danh hiệu Anh hùng Liên Xô. Hoa Kỳ đã trao tặng ông Thập tự phục vụ xuất sắc năm 1944.
Sau chiến tranh, Petrov chỉ huy Quân khu Turkestan và là tổng thanh tra của lực lượng trên bộ.
Petrov qua đời tại Moskva năm 1958 và được chôn cất tại Nghĩa trang Novodevichy.

## Danh hiệu và giải thưởng
- Anh hùng Liên Xô
- Năm Huân chương Lenin
- Bốn Huân chương Cờ đỏ
- Huân chương Suvorov, hạng 1
- Huân chương Kutuzov, hạng 1
- Huân chương Sao đỏ
- Huân chương Cờ đỏ Lao động

## Lược sử quân hàm
- Chuẩn sĩ quan (Прапорщик) (1.06.1917)
- Lữ đoàn trưởng (Комбриг) (26.11.1935)
- Sư đoàn trưởng (Комдив) (4.11.1939)
- Thiếu tướng (4.06.1940)
- Trung tướng (14.12.1942)
- Thượng tướng (27.08.1943)
- Đại tướng (9.10.1943)
- Thượng tướng (bị giáng cấp, 3.03.1944)
- Đại tướng (lần 2, 26.10.1944)